# 王匡 (更始)
王 匡（おう きょう、? - 25年）は、中国の新代の武将。荊州江夏郡南新市県の人。緑林軍の創始者の一人。後に更始帝政権の重鎮となった。王莽の一族の王匡とは別人である。

## 事跡

### 緑林軍の創始者
| 姓名         | 王匡                                   |
| 時代         | 新代                                   |
| 生没年       | 生年不詳 - 25年（建武元年）            |
| 字・別号     | 〔不詳〕                               |
| 出身地       | 荊州江夏郡南新市県                     |
| 職官         | 〔緑林軍頭領〕→〔新市軍頭領〕→〔不詳〕 |
| 爵位・号等   | 定国上公〔更始〕→比陽王〔更始〕        |
| 陣営・所属等 | 〔独立勢力〕→更始帝→劉盆子             |
| 家族・一族   | 〔不詳〕                               |

王莽の統治の末年に、王匡は同郷の王鳳とともに、地元の争議の調停役をつとめていた。その後、衆に推されて数百人の民衆の頭領となる。そこへ、馬武・王常・成丹らも加わっている。王匡らは離郷聚を攻撃した後、緑林山（江夏郡当陽県）に立てこもった。その軍勢は、数カ月の間に7～8千人に膨らんだという。
地皇2年（21年）、荊州牧が2万の軍勢を率いて緑林軍を討伐する。王匡は雲杜（江夏郡）でこれを迎撃し、殲滅した。これをきっかけに、軍は5万人を超えたと称し、官軍も手を出せなくなった。
しかし地皇3年（22年）、疫病が発生して、緑林軍は半数を喪失する大打撃を受ける。このため、王匡らは緑林を離れて分散することになった。王常・成丹・張卬は藍口聚（南郡編県）へ入って「下江軍」と号し、王匡・王鳳・馬武・朱鮪は、南陽郡に入って「新市軍」と号した。
同年7月、「平林軍」の陳牧・廖湛が新市軍に合流した。さらに11月には、劉縯・劉秀兄弟の「舂陵軍」とも合流する。王匡らの連合軍は宛（南陽郡）を目指して進軍したが、小長安聚（南陽郡育陽県）の戦いで新の前隊大夫（新制の南陽太守）甄阜・属正（新制の都尉）梁丘賜に敗北した。それでも下江軍が合流したおかげで、連合軍は態勢を立て直す。翌地皇4年（23年）1月、沘水の戦いで甄阜・梁丘賜を討ち取った。

### 更始政権での活動
その後、連合軍においては、劉縯と平林軍出身の劉玄とのいずれを天子として擁立するかが、諸将の間で議論となった。この際に、南陽の士大夫（舂陵の諸将など）と王常は劉縯を推し、王匡らその他の諸将は劉玄を推している。結局劉縯は、分裂を避けるため劉玄にその地位を譲った。こうして更始元年（23年）2月、劉玄は更始帝として即位し、王匡は定国上公に封じられた。
同年8月、王匡は、新の太師王匡・国将哀章が守る洛陽を攻撃した。9月、王匡は洛陽を陥落させ、新の太師王匡・国将哀章を生け捕り、ことごとく処刑している。10月、更始帝を洛陽に迎え入れた。
更始2年（24年）2月、更始帝が長安に遷都すると、王匡は比陽王に封じられた。しかしその後、張卬とともに三輔で横暴な振舞いを行ったとされる。更始3年（25年）、劉秀の部将鄧禹が河東郡へ進軍してくると、王匡・成丹・張卬らは、十数万の軍勢を率いてこれを迎え撃った。緒戦では勝利したものの、最後は鄧禹の前に大敗し、河東を喪失した。王匡らは長安の更始帝の下へ逃げ戻っている。

### 兵変と最期
この年に、鄧禹軍に加えて赤眉軍が西進してくる。張卬は諸将に対し、「南陽に引き返すべきだ。敗北しても、再び緑林の生活に戻ればいい」旨を主張する。この提案は、王匡を筆頭に多くの将の同意を得た。こうして王匡は、張卬・廖湛・胡殷・申屠建とともに、いったん南陽へ逃れることを更始帝に進言する。しかし更始帝は、これを拒否した。やむなく王匡は更始帝の命に従い、陳牧・成丹・趙萌とともに新豊（京兆尹）で赤眉軍を迎え撃つことになる。
まもなく長安城内で張卬らが兵変を起こし、更始帝が新豊へ逃亡してくる。猜疑心を募らせた更始帝は、姻戚である趙萌以外の新豊の諸将も張卬の一味ではないかと疑った。そして、陳牧・成丹を呼び出し、これに応じた2人をまとめて誅殺してしまったのである。
驚き恐れた王匡は、長安の張卬を頼って逃走し、更始帝に叛旗を翻した。しかし王匡・張卬らは、更始帝・趙萌・李松（更始政権の丞相）の反撃に遭い、激戦の末に敗走した。進退窮まった王匡・張卬らは、赤眉軍に降伏してこれを長安まで導く。同年9月、長安は陥落して更始政権は滅亡した。
同年、王匡・胡殷は、光武帝（劉秀）が関中に派遣した尚書宗広に降伏し、これに従って洛陽の光武帝の下に向かうことになる。ところが王匡・胡殷は、変心して安邑（河東郡）で逃亡を図ったために、宗広に捕えられ処刑された。

## 関連記事
- 新末後漢初
- 緑林軍